# جيمس ستيرلنغ (رياضياتي)

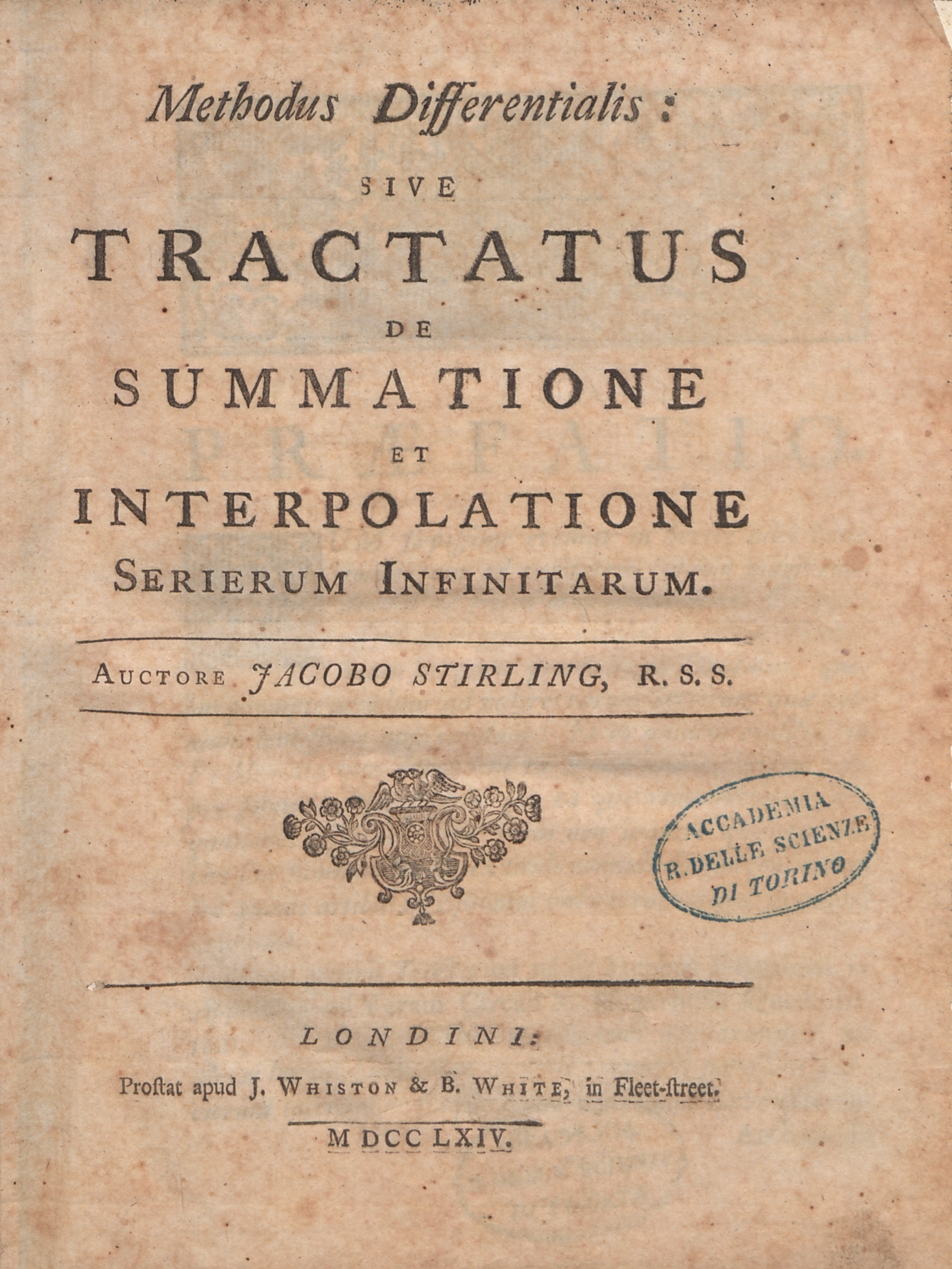
Methodus differentialis, 1764

جيمس ستيرلينغ (بالإنجليزية: James Stirling)‏ هو عالم رياضيات سكتلندي. سُميت أعداد ستيرلينغ وتبديلات ستيرلينغ وتقريب ستيرلينغ نسبة إليه.

## حياته
نيوتن هو من اكتشف ستيرلينغ في 1717. درّس الرياضيات في البندقية.
نشرت لأول مرة أعماله في روما، Lineae Tertii Ordinis Neutonianae الذي وضع نظرية نيوتن للمنحنيات المستوية من الدرجة الثالثة. إضافة مستوى جديد من منحنيات 72 التي قدمها نيوتن. وقد نشرت أعماله في جامعة أكسفورد ونيوتن نفسه تلقى نسخة منها.
Lineae Tertii Ordinis Neutonianae كتاب يحتوي على نتائج أخرى حصل عليها ستيرلينغ. هي نتائج على منحنيات بالنزول السريع على تسلسلات (على وجه الخصوص، وترتبط هذه المشاكل إلى وضع كرات في قبو)، وعلى مسارات متعامدة.
أثيرت مشكلة المسارات المتعامدة التي كتبها لايبنتز والعديد من الرياضيين على خلاف ستيرلينغ حيث عملوا على المشكلة بالإضافة لجان برنولي، برنولي نيكولا الأول والثاني نيكولا برنولي ويونارد يولر. ولقد حلحل ستيرلينغ هذه المشكلة في أوائل 1716 في لندن.
نشر ستيرلينغ أعماله الرئيسية differentialis Methodus في 1730. يركز هذا الكتاب على المتسلسلة اللانهائية، وأضاف أن المجموع، الاستيفاء والقوى المربعة. في ذلك الوقت، كان ستيرلينغ يتراسل مع دي موافر وأويلر وغابرييل كرامر.

## وصلات خارجية
- جيمس ستيرلينغ على موقع الموسوعة البريطانية (الإنجليزية)
- جيمس ستيرلينغ على موقع إن إن دي بي (الإنجليزية)